# Jean Pozzobon
Jean Pozzobon (en portugais : João Luiz Pozzobon), né à São João do Polêsine (Brésil), le 12 décembre 1904 et décédé le 27 juin 1985 à Santa Maria (Brésil), était un diacre permanent catholique et l’initiateur de la Campagne de la Mère pèlerine de Schoenstatt, aujourd’hui présente dans plus de 100 pays dans le monde. Son procès de béatification est en cours.

## Biographie

### Enfance
Fils d’immigrants italiens établis au sud du Brésil, Jean Pozzobon est né dans une modeste famille paysanne, qui priait le Rosaire tous les soirs. Troisième de neuf enfants, à 10 ans il dit à son père qu’il veut être prêtre. Il est envoyé pour cela à la ville de Vale Vêneto, où il y avait un séminaire des Pères Pallotins.
Il y étudie pendant environ dix mois, puis revient chez lui, à cause de son fragile état de santé physique. À 14 ans, il commence à avoir de graves problèmes de vue, de sorte qu’il ne peut pas poursuivre ses études. Pour cette même raison, il n’est pas jugé apte au service militaire.
Des années plus tard, Jean disait, sur sa santé : « Dieu, dans son infinie bonté, ne m’a pas jugé incapable. Il m’a utilisé tel quel je suis et m’a confié à sa Mère pour la Campagne du Saint Rosaire. Personne n’est incapable au service de Dieu ».

### Mari et père
Il se marie à l’âge de 23 ans et a deux enfants, mais devient veuf à 28 ans. Il avait déménagé à la ville de Santa Maria pendant la maladie de son épouse. C'est dans cette ville qu'à 32 ans, avec deux enfants en bas âge, il fonde un nouveau ménage, en se mariant avec Victoria Filipetto, avec qui il a cinq autres enfants. Paysan, il décide d’ouvrir un petit magasin devant sa maison à Santa Maria. Il est très respecté par les gens de son village, surtout grâce à son honnêteté. Il disait : « Je pourrais être un homme riche, mais je n’applique que la marge de profit légitime ; tu ne peux pas t’approprier ce qui appartient à autrui ». Cela contrariait la pratique d’autres commerçants à l’époque, qui vendaient des biens pour le double du prix qu’ils étaient achetés.

### Premiers contacts avec Schoenstatt
C'est en 1947 que sa vie croise le chemin du Mouvement de Schoenstatt. Il commence son cheminement de formation spirituelle avec les Sœurs de Marie de Schoenstatt et le Père Celestino Trevisan. Il participe à la bénédiction de la première pierre du Sanctuaire de Schoenstatt à Santa Maria. À cette cérémonie est présent le P. Joseph Kentenich, fondateur de Schoenstatt. Ce fait lui marquera à jamais: « Je me sentais comme un petit élève du Père Kentenich », dit Pozzobon plus tard. « Dès que j’avais douze ans je sentais un vide, un manque que je ne comprenais pas. Mais dès ce moment-là, j’ai découvert que ce manque était de Dieu et de sa Mère. »
Jean scelle son Alliance d’Amour avec Marie le 11 avril 1948, jour de la bénédiction et inauguration du Sanctuaire à Santa Maria.

### Les débuts de la Campagne de la Mère pèlerine

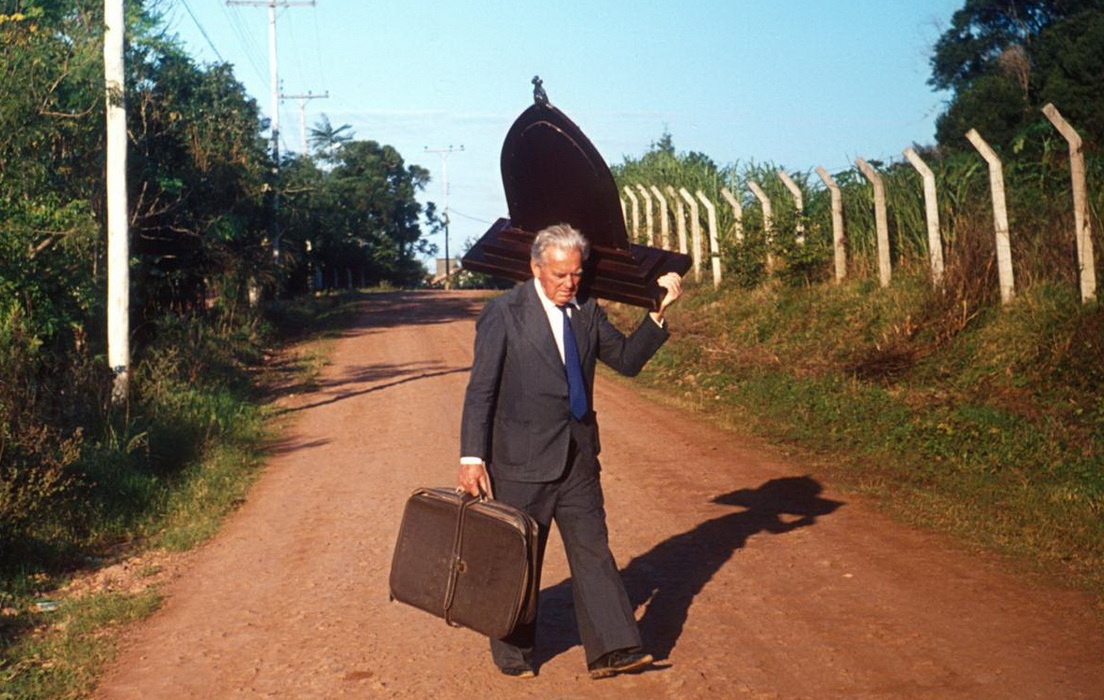
L'icône de la Mère pèlerine transportée par Pozzobon.

En 1950, le pape Pie XII convoque une Année sainte pour l’Église. Le 1er novembre de cette même année verrait la proclamation du dogme de l’Assomption de la Bienheureuse Vierge Marie.
En septembre, Jean assiste, avec une centaine d’hommes, à une série d’exercices spirituels que le Père Celestino Trevisan donné avec Sœur Teresinha Gobbo. Ils y discutent de l’importance de la prière du Rosaire et comment stimuler une croisade de prière dans la famille.
Le 10 septembre, une réplique de l’icône de la Mater Ter Admirabilis, présente dans le Sanctuaire de Schoenstatt, est bénie et confiée à Jean Pozzobon pour qu’il aille prier le Rosaire avec l’image dans les familles.
« À ce moment-là, j’ai compris que la bonté et la miséricorde de Dieu et de la Vierge Mère et Reine m’avaient confié une grande mission évangélisatrice : la campagne du Saint Rosaire. » Il est convaincu que « quand quelque chose est de Dieu, un homme seul peut faire bouger le monde. J’ai dit à la Sainte Vierge : “j’ai sept enfants et une épouse, et je dois rendre compte à Dieu de mes enfants et de mon épouse. Mais s’il est de la volonté de Dieu et de la Vôtre, un seul homme peut déplacer des montagnes.” Mais tout allait bien. Les premières années, j’ai dédié à la Mère et Reine deux heures par jour de mon temps. Quand les enfants étaient déjà plus grands et pouvaient travailler dans le magasin, j'en suis venu à me dédier intégralement à la Campagne. Si Dieu veut que quelqu’un réalise une mission, Il concédera aussi le temps pour se dédier à sa famille ».
Les demandes pour recevoir la visite de l’icône de la Mère pèlerine augmentent. Jean Pozzobon  reste le matin dans son magasin et, les commandes livrées, il laisse le comptoir à son épouse ou à ses enfants pour passer l’après-midi à rendre visite aux familles pour prier le rosaire.

Ensuite, il commence à visiter aussi les écoles, hôpitaux et même les prisons de la région. Et cela toujours à pied, en portant l’image sur son dos, pesant quelque onze kilos.

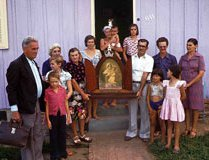
Pozzobon visite une famille de paysans

Jean Pozzobon organise aussi des « missions » dans les villages : il apporte l’icône dans les villages et les familles se rassemblent pour prier le rosaire ; puis, il leur prêche l’évangile, parle de conversion et se renseigne sur l’état matériel et spirituel des familles. Alors, il prend congé du village et, revenant quelques jours plus tard, il apporte de l’aide matérielle et aussi un prêtre, pour célébrer la messe, confesser, marier les couples et baptiser les enfants.
Les fruits commencent à apparaître. Beaucoup de familles retournent à l’Église ; des pèlerinages au Sanctuaire de Schoenstatt s'organisent ; l'Adoration eucharistique est établie dans plusieurs paroisses ; des paysans bâtissent des chapelles dans les villages.

### Développement de la Campagne
Avec le temps, Jean n’arrive plus tout seul à faire les visites avec la Vierge ; alors, les Sœurs de Marie de Schoenstatt font des copies de l’image pèlerine, mais dans une taille plus petite, pour rendre plus facile son transport par des responsables, qui parcourent trente familles avec elles.

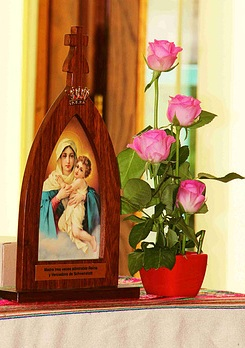
L'icône plus petit de la Mère pèlerine de Schoenstatt utilisé aujourd'hui.

Le 30 décembre 1972, il est ordonné diacre par Monseigneur Éric Ferrari. Le Diacre Jean Pozzobon est dès lors mis à des rudes épreuves. Au début, son travail n’est pas compris et il est souvent critiqué. Mais il reste dans l'obéissance à son évêque et au curé de sa paroisse.
« Parfois, délaissé, je me demandais : Que suis-je en train de faire ? Je renonce à ce qui m’est le plus cher, loin de ma famille, seul dans ce chemin. Alors je me rendais compte : j'apporte la Mère de Dieu. Le monde a besoin d’héroïsme. Et cela me redonnait la force et le courage. »

### Son engagement envers les plus pauvres
Vers 1955, Jean fonde le « Noble Village de la Charité », où il bâtit des maisons gratuites pour les pauvres qui vivaient avec ses familles dans les rues : « Là, j’ai compris le sens de la “Via Crucis”, la détresse du Christ que nous ne pouvons qu’imaginer. Les souffrances de nos frères causées par ceux qui ne font aucun effort en se sacrifier pour l’autre. Je fais confiance en la Providence. Je n’ai jamais été un homme riche, mais je sais que Dieu ne délaisse pas ceux qui servent à son prochain. J’ai reçu un petit montant d’argent qui a rendu possible l’achat d’un lot de terres et le matériel de construction nécessaire. Des gens généreuses y ont contribué, on a mis les mains à l’œuvre et dans peu de temps les premières maisonnettes ont été bâties. »
Par la suite, Pozzobon et un groupe de bénévoles ont passé à distribuer des vêtements, de la nourriture et à éduquer les gens du Village de la Charité au travail. Ils ont aussi planté des arbres fruitiers et des fleurs. Son objectif était d’aider les pauvres à conquérir  sa dignité, le respect de l'être humain avec ses valeurs.
« Je voudrais changer ce monde tellement dominé par le matérialisme. Apporter Jésus, apporter son message, et que tous devenaient bons et s’aimaient les uns envers les autres. Je sentais beaucoup de force et de joie, et je me mettais à la disposition de la Maman d'accepter tous les sacrifices qu'elle m'envoyait. Par amour auprès de cette sainte image, j’ai eu deux mille différents lits dans l'obscurité de la nuit, entre les lis des champs et les bois. Elle m'a toujours accompagné, dans de longues marches, en traversant les vallées et les fleuves, quand je m’asseyais au bord du chemin je lui disait : 'Maman, je n'en peux plus !'. Quand je passais par des humiliations et de dures épreuves, elle m'accompagnait toujours. Avec seulement mes forces je ne pourrais jamais accomplir tout cela. »

### Décès de Pozzobon et continuation de son œuvre

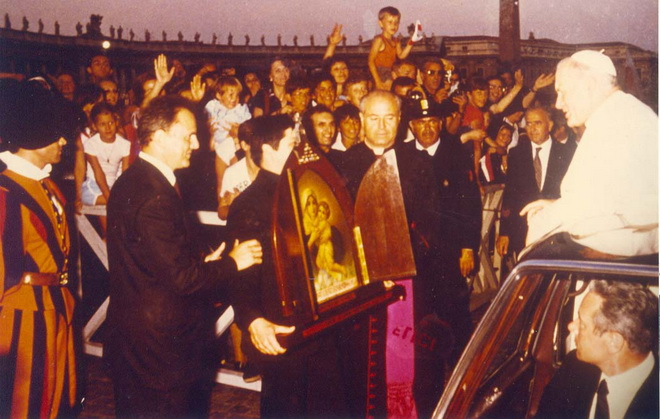
Le pape Jean Paul II bénit l'icône pèlerin de Jean Pozzobon, en 1984.

Le 15 juin 1985, Jean offre sa vie dans le Sanctuaire pour l’épanouissement de la Campagne du Rosaire. Dans la matinée du 27 juin 1985, le Diacre Jean Pozzobon est heurté par un camion au milieu d’un épais brouillard, sur son chemin vers le Sanctuaire de Notre Dame de Schoenstatt pour assister à la messe, comme il le faisait quotidiennement.
La Campagne de la Mère pèlerine, selon le vœu de Pozzobon, continue à s’épanouir. Elle est aujourd’hui présente dans plus de 100 pays dans le monde, dans les six continents. En effet, même dans l’Antarctique il y a une image de la Vierge de Schoenstatt, dans une station de recherche scientifique.
Jean Pozzobon  a parcouru plus de 140 000 kilomètres avec l'image de la Mère pèlerine de Schoenstatt dans ses presque 40 ans d’apostolat.
Des données récentes du secrétariat de la Campagne au Brésil indiquent qu’aujourd’hui seulement dans ce pays il y a presque deux millions et demi de familles qui reçoivent l’image pèlerine de la Mère Trois fois Admirable.

## Procès de béatification
Son procès de béatification a été ouvert en 1994 dans le diocèse de Santa Maria. En mai 2009 la phase diocésaine en a été achevée et le dossier envoyé à la Congrégation pour les causes des saints à Rome.
Sa phase romaine a débuté le 3 juin 2009, juste une semaine après l'arrivée des plus de 10800 documents instruisant la cause, ce qui a surpris ses postulateurs, qui s'attendaient à un délai beaucoup plus long, entre trois mois et une année, pour la réception de la cause au Vatican. Dès lors, Jean Pozzobon peut être appelé « Serviteur de Dieu ». Le pape Léon XIV autorise la publication de décrets reconnaissant les vertus héroïques de Jean Pozzobon le 20 juin 2025, le déclarant vénérable.
Le quartier Diácono João Luiz Pozzobon porte son nom, dans la municipalité de Santa Maria (Rio Grande do Sul).

### Articles liés
- Mouvement de Schoenstatt
- Projet Mère pèlerine
- Père Joseph Kentenich
- Mater Ter Admirabilis